# HK Водолея
HK Водолея (HK Aquarii, сокращ. HK Aqr) — переменная звезда в северном созвездии Водолея. Звезда примечательна тем, что она необычно активна для изолированного красного карлика; она быстро вращается, создавая сильное магнитное поле, которое создаёт большие звездные пятна и мощные вспышки. Подобное поведение характерно для очень молодых звёзд; хотя HK Водолея и лежит вдалеке от любых молодых рассеянных звёздных скоплений, всё таки она считается возможный выброшенным членом рассеянного звёздного скопления Плеяд .
Звезда имеет видимую звёздную величину +10,87m и, согласно шкале Бортля, звезда не видна невооружённым глазом.
Из измерений параллакса, полученных во время миссии Gaia известно, что звезда удалена примерно на 81,25 св. лет (24,91 пк) от Земли. Звезда наблюдается южнее 75° с.ш., то есть видна южнее о-вов Северный (Новая Земля), Новая Сибирь, Котельный, Батерст и Корнуоллис )  (Канадский Арктический архипелаг), то есть видна практически на всей территории обитаемой Земли, за исключением полярных областей Арктики. Лучшее время наблюдения — сентябрь.
Звезда HK Водолея движется со средней скоростью относительно Солнца: радиальная гелиоцентрическая скорость для звезды HK Водолея равна 11,7 км/с, что примерно равно скорости местных звёзд Галактического диска, а также это значит, что звезда удаляется от  Солнца. Звезда HK Водолея приближалась к Солнцу на расстояние 70,88 св. лет 429 000 лет назад, когда HK Водолея  увеличивала свою яркость на 0,31m до величины 10,41m. По небосводу звезда движется на юго-восток, проходя по небесной сфере 0.1086 угловых секунд в год.
Средняя пространственная скорость для HK Водолея имеет следующие компоненты (U, V, W) =( -7.9, -4.6, -7.2), что означает U=−7,9 км/с (движется по направлению от галактического центра), V=−4,6 км/с (движется против направления галактического вращения) и W=−18,7 км/с (движется в направлении южного галактического полюса).
HK Водолея (латинизированный вариант лат. HK Aquarii) является обозначением характерным для переменных звёзд.

## Свойства HK Водолея
Звезда, судя по её спектральному классу является карликом спектрального класса M0Ve.
Также, этот спектр показывает, что  водород в ядре звезды ещё является ядерным «топливом», то есть звезда нахолится наглавной последовательности. Масса звезды равна 0,5 {\displaystyle M_{\bigodot }}, а радиус звезды равен 0,6 {\displaystyle R_{\bigodot }}.
Для подобных звёзд характерны излучаемые энергии со своей внешней атмосферы при эффективной температуре около 3850 К, что придаёт ей характерный красный цвет.  Светимость звезды, вычисленная по закону Стефана — Больцмана равна 0,071 {\displaystyle L_{\bigodot }}. Для того, чтобы планета, аналогичная нашей Земле, получала бы примерно столько же энергии, сколько она получает от Солнца, её надо было бы поместить на расстоянии 0,27 а. е., то есть, в точку находящуюся на ⅓ ближе орбиты Меркурия, чья большая полуось орбиты равна  0,39 а. е. Причём с такого расстояния HK Водолея выглядела бы в 2,4 раза больше нашего Солнца, каким мы его видим с Земли — 1,18° (угловой диаметр нашего Солнца — 0,5°).
Звезда HK Водолея слегка переменная: во время наблюдений яркость звезды колеблется с амплитудой 0,22m, колеблясь между значениями 10.72m и 10.94m, с периодом 0,4312 дн., тип переменной определён как переменная типа BY Дракона и одновременно с этим вспыхивающая звезда.
Текущий возраст звезды не определён, однако известно, что звезды с массой 0,5 {\displaystyle M_{\bigodot }} живут на главной последовательности порядка 69,6 млрд. лет. Таким образом, HK Водолея ещё очень нескоро станет  красными гигантами, а затем, сбросив внешние оболочки, станут белыми карликами.

## Ближайшее окружение звезды
Следующие звёздные системы находятся на расстоянии в пределах 20 световых лет от звезды HK Водолея (включены только: самая близкая звезда, самые яркие (<6,5m) и примечательные звёзды). Их спектральные классы приведены на фоне цвета этих классов (эти цвета взяты из названий спектральных типов и не соответствуют наблюдаемым цветам звёзд):
| Звезда          | Спектральный класс | Расстояние, св. лет |
| 94 Водолея      | G8.5IV             | 5.38                |
| Ипсилон Водолея | F5V                | 12.49               |
| 53 Водолея      | G2V+G3V            | 13.37               |
| HD 215152       | K3V                | 13.47               |
| 6 Кита          | F8VFe−0.8 CH−0.5   | 19.99               |

Рядом со звездой, на расстоянии 20 световых лет, есть ещё порядка 10 красных, оранжевых карликов и жёлтых карликов спектрального класса G, K и M, а также 3 белых карлика которые в список не попали.

### Комментарии
1. ↑  Расстояние рассчитано по приведённому значению параллакса
2. ↑  Угловой диаметр (δ) вычисляется по формуле
{\displaystyle \delta =2\arctan \left({\frac {R_{\mathrm {S} }}{d_{\mathrm {S} }}}\right)}, где RS — радиус звезды, выраженный в а.е.; dS — расстояние до звезды